# Marcos Rama
Marcos Rama, noto col nome italianizzato di Marco de Rama (Alcalá de Henares, 1649 – Crotone, 4 agosto 1709) è stato un vescovo cattolico e teologo spagnolo.

## Biografia
Figlio di Bernardo Rama, un gentiluomo di Alcalá de Henares, intraprese la carriera ecclesiastica vestendo l'abito agostiniano a Toledo. Studioso di filosofia e teologia, fu in seguito lettore per entrambe le materie nella provincia della Castiglia.
Intorno al 1692 venne trasferito a Roma, dove visse per un tempo, per poi spostarsi a Napoli, dove ebbe la cattedra di Filosofia all'università "Federico II" e insegnandovi per sette anni.
Il 13 febbraio 1690 il re Carlo II propose la nomina di Rama come nuovo vescovo di Crotone, nomina che fu accettata da papa Alessandro VIII e ufficializzata il 22 maggio 1690; ricevette l'ordinazione episcopale il successivo 4 giugno a Roma dal cardinale Fabrizio Spada e dai co-consacranti Francesco Martelli, arcivescovo titolare di Corinto, e Vittorio Agostino Ripa, vescovo di Vercelli.
Come vescovo ebbe modo di conoscere e visitare la diocesi crotonese in diverse occasioni e, tra le varie iniziative da lui adottate, vi fu quella di riformare la disciplina ecclesiastica. Tenne anche un sinodo diocesano il 9 luglio 1693.
Si spense a Crotone il 4 agosto 1709.

## Genealogia episcopale
La genealogia episcopale è:
- Cardinale Scipione Rebiba
- Cardinale Giulio Antonio Santori
- Cardinale Girolamo Bernerio, O.P.
- Arcivescovo Galeazzo Sanvitale
- Cardinale Ludovico Ludovisi
- Cardinale Luigi Caetani
- Cardinale Ulderico Carpegna
- Cardinale Paluzzo Paluzzi Altieri degli Albertoni
- Cardinale Gasparo Carpegna
- Cardinale Fabrizio Spada
- Vescovo Marco de Rama, O.S.A.